# My Sweetie Went Away
My Sweetie Went Away (She Didn’t Say Where, When or Why) ist ein Song, der von Lou Handman (Musik) und Roy Turk (Text) geschrieben und 1923 veröffentlicht wurde.

## Hintergrund

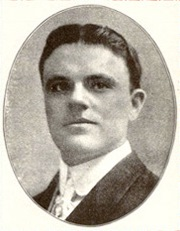
Billy Murray 1911

My Sweetie Went Away  wurde 1923 vom Duett aus Billy Murray und Ed Smalle vorgestellt; erfolgreich war in den Vereinigten Staaten auch die Version von Dolly Kay (Columbia 3955).

## Erste Aufnahmen und Coverversionen
Erste Aufnahmen des Songs entstanden 1923 neben der Fassung von Billy Murray und Ed Smalle (Victor 19144) durch Howard Lanin's Arcadia Orchestra (Gennett, mit Red Nichols, Phil Napoleon, Jimmy Lytell und dem Sänger Smith Ballew), Joseph Samuels and His Orchestra (Apex, mit dem Sänger Ernest Hare), Fletcher Henderson, The Cotton Pickers, Charlie Kerr, Ben Bernie, California Ramblers, Arthur Lange's Orchestra und Bessie Smith.
Der Librettist Wilhelm Sterk schrieb 1923 einen deutschen Songtext (Mein Liebling geht vorbei). 
Der deutsche Jazzpionier Eric Borchard spielte den Titel als “Mein Liebchen will weg. Türk & Handman” [sic] mit seiner Band im Mai 1924 in Berlin für die „Grammophon“ ein.
My Sweetie Went Away wurde später häufig mit Lester Young in Verbindung gebracht, der Bessie Smith' Fassung des Songs kannte und daraus Phrasen in seiner Version von Sometimes I'm Happy (u. a. 1943) verarbeitete. Es bestehen auch Ähnlichkeiten mit Gerry Mulligans Komposition Jeru, abgesehen von der Bridge. Der Diskograf Tom Lord listet im Bereich des Jazz insgesamt 53 (Stand 2015) Coverversionen, u. a. in späteren Jahren von Red Nichols, Harry Roy, The Rhythm Rascals, Sid Phillips, Ziggy Elman, The Temperance Seven, Tommy Dorsey, Manny Albam, Kenny Baker, Maynard Ferguson, Marty Grosz, Susannah McCorkle, Mel Tormé und Freddie Hubbard. Auch Johnny Maddox spielte den Song für Dot Records ein. Auch Teresa Brewer nahm den Song auf (Coral 61286). 
Die Musikzeitschrift Variety nahm My Sweetie Went Away als herausragenden Song des Jahres 1923 in ihre Liste Hit Parade of a Half-Century auf.